# .plumbing
 (avril 2021).
Si vous disposez d'ouvrages ou d'articles de référence ou si vous connaissez des sites web de qualité traitant du thème abordé ici, merci de compléter l'article en donnant les références utiles à sa vérifiabilité et en les liant à la section « Notes et références ».
.plumbing est un domaine Internet de premier niveau générique non-restreint.
Ce domaine est destiné aux organisations reliées à la plomberie (appelée plumbing en anglais), mais il est ouvert à tous sans restrictions.
Le domaine a fait l'objet d'une candidature et est administré par la société Spring Tigers, LLC. On dit alors qu'elle est le Registre du .plumbing. Spring Tigers, LLC est une filiale de la société Donuts Inc. 

## Historique
Le domaine .plumbing a été créé en janvier 2014.

## Statistiques d'usage
En janvier 2025, environ 2 800 domaines utilisent l'extension .plumbing.